# Karlskrona
Karlskrona je pristaniško mesto v južni švedski provinci Blekinge län in zgodovinski provinci Blekinge. Mesto ob Baltskem morju je glavno mesto istoimenske občine in kraj svetovne dediščine zaradi baročne arhitekture in pristanišča.

## Zgodovina
Mesto je leta 1679 kot pomorsko oporišče ustanovil kralj Karl XI. oz. njegov admiral Hans Wachtmeister. Le leto kasneje je Karlskrona napredovala v mesto. Leta 1790 je večji del mesta pogorel.
Karlskrona je bila prvotno zgrajena na več kot 30 otokih in otočkih, kar še danes vpliva na mestno pokrajino.

## Prometne zveze
Iz sosednjega Karlshamna plujejo trajekti do Liepāje v Latviji in Gdynije na Poljskem .

## Mesta svetovne dediščine
Mornariško pristanišče Karlskrona z nekdanjimi ladjedelnicami in obrambnimi objekti ter izbranimi mestnimi poslopji je UNESCO razglasil za svetovno dediščino.

### Posamezna poslopja
Hiše, zgrajene, ko je bilo mesto ustanovljeno v 17. in zgodnjem 18. stoletju, stojijo še danes. Friderikova cerkev .- Fredrikskyrkan- je delo  Nikodema Tessina mlajšemu . Temeljni kamen cerkve je bil postavljen leta 1720, otvoritev pa leta 1744. Ker so na arhitekta vplivali evropski arhitekturni slogi njegovega časa, se slog z rumeno barvo in okraski cerkve razlikujejo od običajnega sloga švedskih cerkva.
Na osrednjem trgu ( Stortorget ) je videti tudi cerkev sv. Trojice - Trefaldighetskyrkan, ki jo je prav tako postavil Nikodem Tessin mlajši, mestna hiša in vodni zbiralnik Vattenborgen v stilu gradu.

### Spletna mesta svetovne dediščine, ki niso na glavnem otoku
Do vzhodnega otoka Stumholmen se pride čez most. Na otoku je bilo več obrtnih manufaktur za oskrbo mornariškega oporišča. Na Stumholmenu  je videti zapor, ki se ne uporablja več,   pomorski muzeja in trdnjava Kungshall,s katere ob prazničnih priložnostih streljajo pozdravne salve.
Severozahodno od glavnega otoka je dvorec Skärva z gradu podobno glavno stavbo in več prizidki, ki jih je zgradil lastnik in ladjedelnik Fredrik Henrik af Chapman.

## Gospodarstvo in infrastruktura
Pristanišče vojne mornarice je eden največjih delodajalcev. Zahvaljujoč mornarici ima Karlskrona od svoje ustanovitve dalje tudi ladjedelnico za gradnjo vojaških ladij, ki so zdaj del podjetja Kockums. Drug poudarek je na razvoju programske opreme in gradnji elektronike.

## Spletne povezave
- Domača stran (dansko, nemško, angleško, poljsko, švedsko)